# Tetrastichus howardi
Tetrastichus howardi is een vliesvleugelig insect uit de familie Eulophidae. De wetenschappelijke naam is voor het eerst geldig gepubliceerd in 1893 door Olliff.